# Covão do Lobo
Covão do Lobo is een plaats (freguesia) in de Portugese gemeente Vagos en telt 1059 inwoners (2001).